# Караобинський сільський округ (Актогайський район)
Караоби́нський сільський округ (каз. Қараоба ауылдық округі, рос. Караобинский сельский округ) — адміністративна одиниця у складі Актогайського району Павлодарської області Казахстану. Адміністративний центр — село Караоба.
Населення — 1683 особи (2021; 2024 у 2009, 3252 у 1999, 4781 у 1989).
Станом на 1989 рік існували Спартацька сільська рада (села Єсентерек, Жанааул, Караоба, Красна Поляна, Спартак) та Октябрська сільська рада (села Октябрське, Талди, Утьос). 2017 року були ліквідовані села Красна Поляна та Спартак. 2019 року до складу округу була включена територія ліквідованого Ауєльбецького сільського округу (села Ауєльбек, Утьос).

## Склад
До складу округу входять такі населені пункти:
| Населений пункт     | Старі назви | Населення, осіб (1989) | Населення, осіб (1999) | Населення, осіб (2009) | Населення, осіб (2021) |
| ------------------- | ----------- | ---------------------- | ---------------------- | ---------------------- | ---------------------- |
| Ауєльбек, село      | Октябрське  | 1761                   | 1189                   | 800                    | 575                    |
| Єсентерек, село     | -           | 341                    | 252                    | 83                     | 71                     |
| Жанааул, село       | Байсамак    | 313                    | 251                    | 122                    | 100                    |
| Караоба, село       | -           | 1440                   | 1043                   | 730                    | 746                    |
| Красна Поляна, село | Томар       | 368                    | 199                    | 60                     | -                      |
| Спартак, село       | Караоба     | 196                    | 107                    | 20                     | -                      |
| Талди, село         | -           | 41                     | -                      | -                      | -                      |
| Утьос, село         | -           | 321                    | 211                    | 209                    | 191                    |